# 愛丁堡廣場

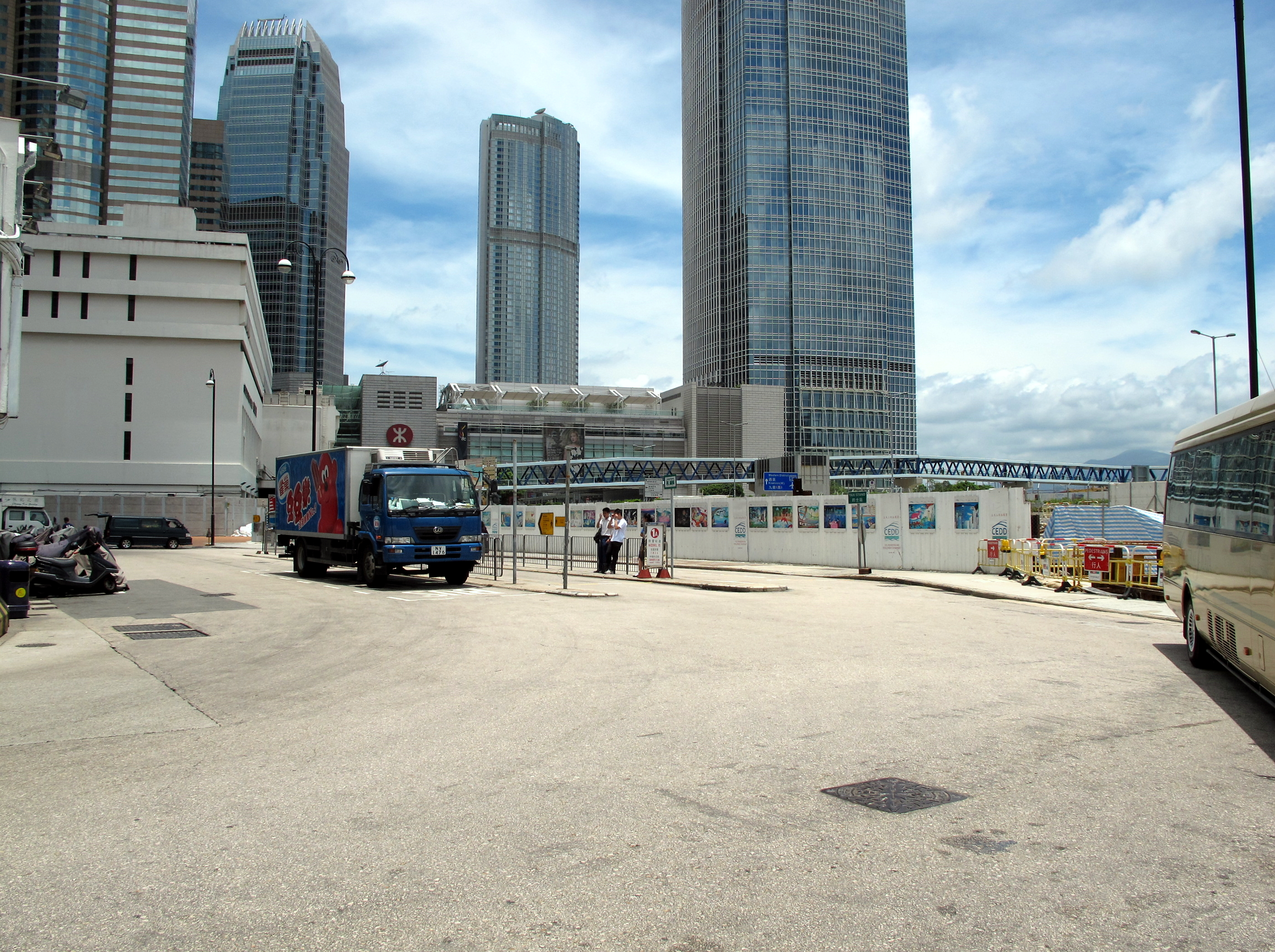
愛丁堡廣場設停車場及多條住客穿梭巴士站

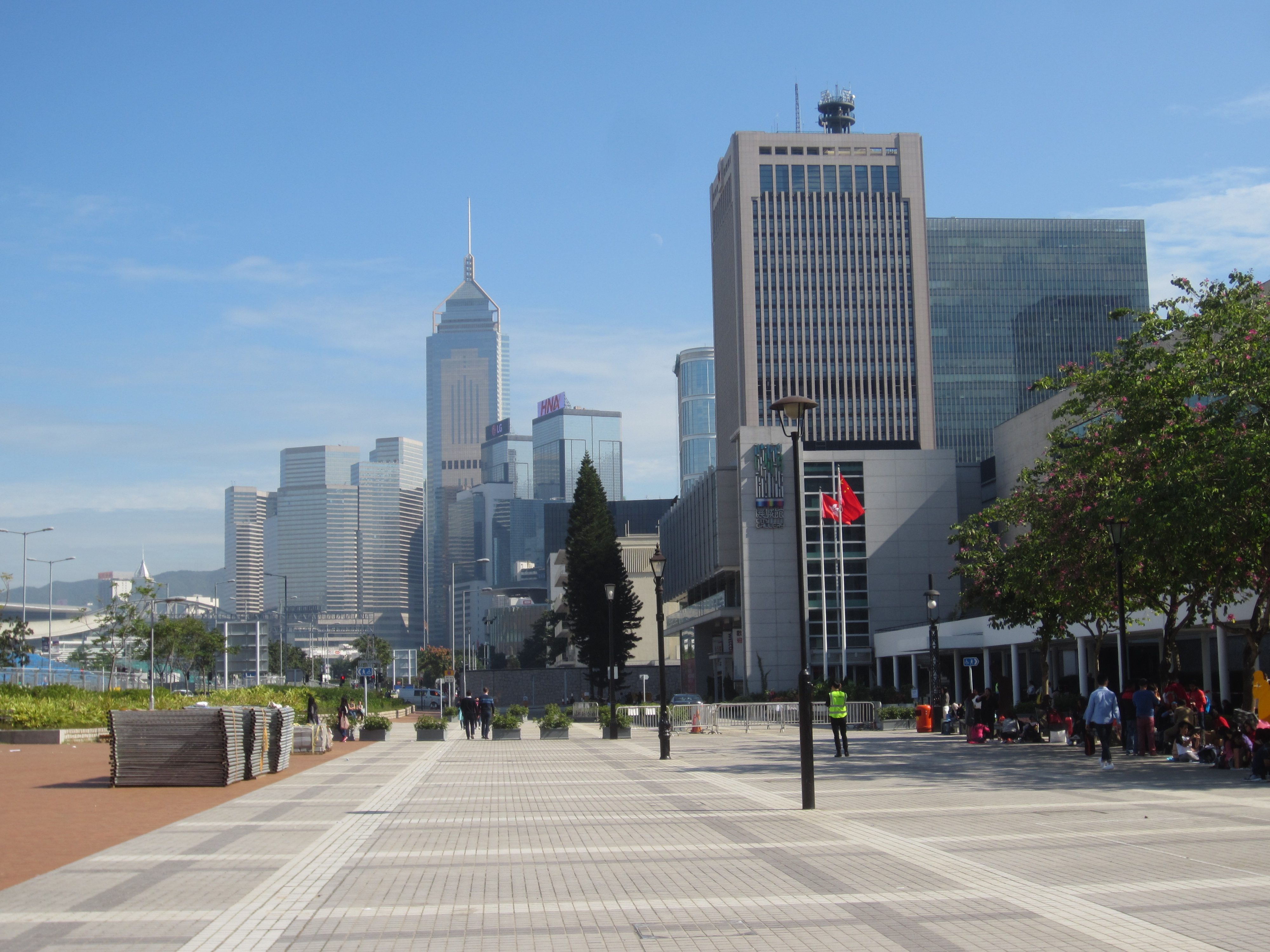
愛丁堡廣場安裝了八盞仿古的歐陸式街燈

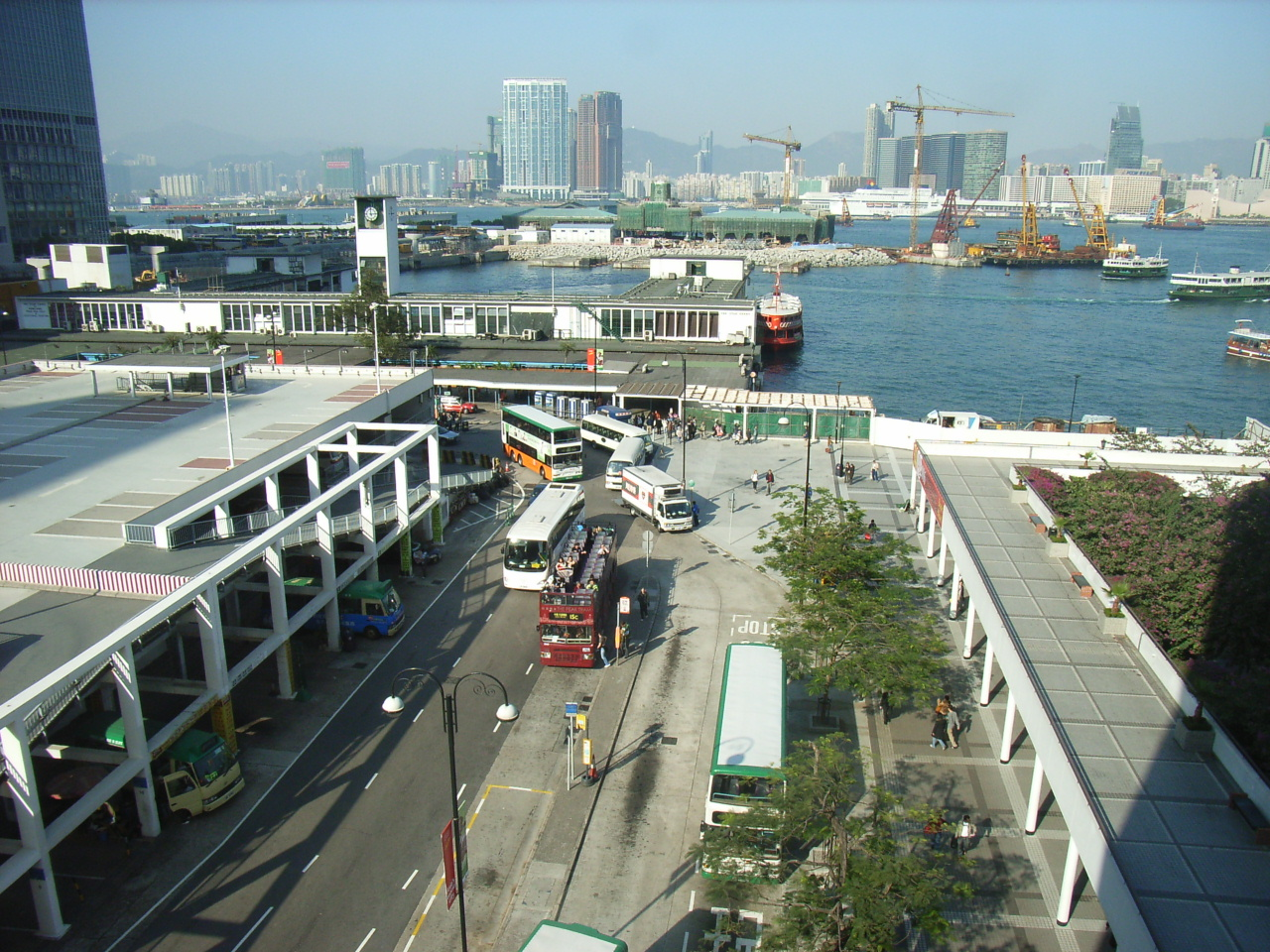
2006年的愛丁堡廣場，前方為愛丁堡廣場碼頭，左方為天星碼頭多層停車場

愛丁堡廣場（英語：Edinburgh Place）是香港香港島市中心一處靠近維多利亞港的廣場，廣場以菲臘親王愛丁堡公爵命名。建於第二次世界大戰之後，它是早期香港島中環不斷填海工程的成果，也被認為是香港在二戰後的現代實用建築主義建築群的典範，甚至是香港市區沿海公共空間的典型範例。皇后碼頭拆卸後，露天的公共空間被擴大，龍和道和愛丁堡廣場之間的行人路可以進行公眾活動。

## 簡介
廣場之上有愛丁堡廣場碼頭、皇后碼頭、香港大會堂（高座及低座）、三層停車場（東座及西座），還有香港大會堂紀念花園。它是中環海旁地標之一。從前愛丁堡廣場碼頭側有卜公碼頭，但於1994年因應中環填海計劃而拆卸，並易地於赤柱重置第二次世界大戰前款式的卜公碼頭。在香港殖民地時期，英國皇室成員訪港及新任香港總督在皇后碼頭登岸後，都會在愛丁堡廣場檢閱駐港英軍儀仗隊。

## 裝飾
1990年，香港電燈為慶祝公司開業一百週年，於愛丁堡廣場舉行永久街燈展覽，展示多個年代的街燈，包括一盞仿製1890年代香港首支的電街燈，以及安裝了分別屬於1910（兩盞）、1920、1940、1950、1960和1970年代燈罩的街燈，共八盞仿古的歐陸式街燈。另外，路政署亦沿愛丁堡廣場迴旋處及康樂廣場的行人道，豎設十六盞藝術特色燈柱。
2002年，香港政府為迎接香港回歸五週年，在愛丁堡廣場的長凳上加裝鐵製的香港市民剪影，以反映香港人的生活百態，而前政府建築師馮永基就指出此設計另一個目的其實是不讓途人卧睡到凳子上。

## 保育行動
因應中環填海計劃，愛丁堡廣場上的大部份建築物都會受到波及，被規劃拆卸作重新發展：
- 在2006年11月，廣場上的愛丁堡廣場碼頭（即舊中環天星碼頭）碼頭清拆，由同樣功能的碼頭中環碼頭（七號、八號）取代；
- 在2007年8月1日起，廣場上的皇后碼頭碼頭停用，並隨即進行清拆工程，同樣功能的碼頭則由中環碼頭（九號、十號）取代。

不过拆卸行動因民眾對建築物群整體不訣裂的訴求，以及對文化承傳、集體回憶和公共空間的呼聲，之后引发了兩次的保留碼頭事件。

## 鄰近建築物
- 天星碼頭多層停車場
- 香港大會堂
- 展城館（原址為毗鄰大會堂低座作附屬建築物的市政局大樓）
- 遮打道至愛丁堡廣場碼頭行人隧道
- 香港郵政總局
- 康樂廣場
- 怡和大廈
- 皇后像廣場
- 香港文華東方酒店
- 香港會所大廈
- 中國建設銀行大廈
- 友邦金融中心（AIA Central）

## 外部連結
维基共享资源上的相關多媒體資源：愛丁堡廣場
22°16′58″N 114°09′42″E / 22.282891°N 114.161549°E